# Виконт Комбермер
Виконт Комбермер из Бхаратпура в Ост-Индии и Комбермера в графстве Чешир — наследственный титул в системе Пэрства Соединённого королевства.

## История
Комбермер был создан 8 февраля 1827 года для известного британского полководца Стэплтона Стэплтона-Коттона, 1-го барона Комбермера (1773—1865). В 1814 году он уже получил титул барона Комбермера из Комбермера в графстве Чешир (Пэрство Соединённого королевства). В 1809 году после смерти своего отца Роберта Солсбери Коттона, 5-го баронета (1739—1809), Стэплтон Стэплтон-Коттон унаследовал титул 6-го баронета из Комбермера в графстве Чешир (Баронетство Англии).
Титул баронета из Комбермера в графстве Чешир (Баронетство Англии) был создан 29 марта 1677 года для Роберта Коттона (ок. 1635—1712). Он был дважды депутатом Палаты общин Англии от Чешира (1679—1681, 1689—1702). Его внук, сэр Роберт Солсбери Коттон, 3-й баронет (1695—1748), заседал в Палате общин от Чешира (1727—1734) и Лоствитиела (1741—1747), а также служил лордом-лейтенантом Денбишира (1733—1748). Ему наследовал его младший брат, сэр Линч Солсбери Коттон, 4-й баронет (ок. 1705—1775). Он заседал в Палате общин от Денбишира (1749—1774). Его сын, сэр Роберт Солсбери Коттон, 5-й баронет (ок. 1739—1809), также представлял в Палате общин Чешир (1780—1796). Последнему наследовал его сын, Стэплтон Стэплтон-Коттон, 6-й баронет (1773—1865), который позднее был возведен в звание пэра в качестве виконта Комбермера. Он был депутатом Палаты общин от Ньюарка (1806—1814), губернатором Барбадоса (1817—1820), губернатором Ширнесса (1821—1852), констеблем Тауэра и лордом-лейтенантом Тауэр-Хамлетса (1852—1865). Его сын, Веллингтон Генри Стэплтон-Коттон, 2-й виконт Комбермер (1818—1891), член консервативной партии, заседал в Палате общин от Каррикфергуса (1847—1857).
По состоянию на 2024 год носителем титула являлся его потомок, Томас Роберт Веллингтон Стэплтон-Коттон, 6-й виконт Комбермер (род. 1969), который сменил своего отца в 2000 году.
До 1919 года семейной резиденцией виконтов Комбермер было аббатство Комбермер в Комбермер Парке, между Нантвичем и Уитчерчем в графстве Чешир.

## Баронеты Коттон и Стэплтон-Коттон из Комбермера (1677)
- 1677—1712: Сэр Роберт Коттон, 1-й баронет (ок.  1635 — 17 декабря 1712), сын Томаса Коттона (ум. до 1649) от второго брака
- 1712—1715: Сэр Томас Коттон, 2-й баронет (ок.  1672 — 12 июня 1715), второй сын предыдущего
- 1715—1748: Сэр Роберт Солсбери Коттон, 3-й баронет (1695 — 27 августа 1748), старший сын предыдущего
- 1748—1775: Сэр Линч Солсбери Коттон, 4-й баронет (ок. 1705 — 14 августа 1775), младший брат предыдущего
- 1775—1809: Сэр Роберт Солсбери Коттон, 5-й баронет (ок. 1739 — 24 августа 1809), старший сын предыдущего
- 1809—1865: Сэр Стэплтон Коттон, 6-й баронет (1773—1865), второй сын предыдущего, барон Комбермер с 1814 года и виконт Комбермер с 1827 года.

## Виконты Комбермер (1827)
- 1827—1865: Стэплтон Коттон, 1-й виконт Комбермер (14 ноября 1773 — 21 февраля 1865), второй сын сэра Роберта Солсбери Коттона, 5-го баронета
- 1865—1891: Веллингтон Генри Стэплтон-Коттон, 2-й виконт Комбермер (24 ноября 1818 — 1 декабря 1891), единственный сын предыдущего от второго брака
- 1891—1898: Роберт Веллингтон Стэплтон-Коттон, 3-й виконт Комбермер (18 января 1845 — 20 февраля 1898), старший сын предыдущего
- 1898—1969: Фрэнсис Линч Веллингтон Стэплтон-Коттон, 4-й виконт Комбермер (29 июня 1887 — 8 февраля 1969), единственный сын предыдущего от второго брака
- 1969—2000: Майкл Веллингтон Стэплтон-Коттон, 5-й виконт Комбермер (8 августа 1929 — 3 ноября 2000), старший сын предыдущего
- 2000 — настоящее время: Томас Роберт Веллингтон Стэплтон-Коттон, 6-й виконт Комбермер (род. 30 августа 1969), единственный сын предыдущего
  - Наследник: достопочтенный Ласло Майкл Веллингтон Стэплтон-Коттон (род. 20 августа 2010), единственный сын предыдущего.